# Cheilotrichia caledonica
Cheilotrichia caledonica är en tvåvingeart som beskrevs av Hynes 1993. Cheilotrichia caledonica ingår i släktet Cheilotrichia och familjen småharkrankar. Inga underarter finns listade i Catalogue of Life.